# Hotham (East Riding of Yorkshire)
Hotham is een civil parish in het bestuurlijke gebied East Riding of Yorkshire, in het Engelse graafschap East Riding of Yorkshire met 233 inwoners.